# I liga seria A polska w piłce siatkowej mężczyzn (1991/1992)
I liga seria A 1991/1992 − 56. edycja rozgrywek o mistrzostwo Polski w piłce siatkowej mężczyzn. 
Po rundzie zasadniczej 4 najlepsze zespoły rywalizowały w play-off o mistrzostwo, a pozostałe 4 o utrzymanie.

## Drużyny uczestniczące
| | I liga seria A 1991/1992  |   |      |
| --- | ------------------------- | - | ---- |
| OLS | AZS Olsztyn               | 1 | PEMK |
| CZE | AZS Polsadoro Częstochowa | 2 | PEZP |
| JAS | Jastrzębie Borynia        | 3 | CEV  |
| MIL | Płomień Milowice          | 4 | CEV  |
| KRA | Hutnik Kraków             | 5 |      |
| RAD | Czarni Radom              | 6 |      |
| | Awans z serii B           |   |      |
| NYS | Stal Nysa                 | 1 |      |
| WAŁ | Chełmiec Wałbrzych        | 2 |      |
| Oznaczenia: - kolumna pierwsza – skróty nazw drużyn wpisane na mapie (jeśli ta została zamieszczona), - kolumna trzecia – miejsce zajęte przez daną drużynę w poprzednim sezonie. |                           |   |      |

## Runda zasadnicza

### Tabela
| Lp. | Drużyna                   | Pkt | Mecze | Mecze | Mecze | Sety | Sety | Sety  |
| Lp. | Drużyna                   | Pkt | M     | W     | P     | wyg. | prz. | ratio |
| --- | ------------------------- | --- | ----- | ----- | ----- | ---- | ---- | ----- |
| 1   | AZS Olsztyn               | 53  | 28    | 25    | 3     | 79   | 22   | 3.591 |
| 2   | AZS Polsadoro Częstochowa | 47  | 28    | 19    | 9     | 68   | 42   | 1.619 |
| 3   | Stal Nysa                 | 46  | 28    | 18    | 10    | 65   | 37   | 1.757 |
| 4   | Chełmiec Wałbrzych        | 42  | 28    | 14    | 14    | 51   | 50   | 1.020 |
| 5   | Czarni Radom              | 40  | 28    | 12    | 16    | 45   | 57   | 0.789 |
| 6   | Jastrzębie Borynia        | 39  | 28    | 11    | 17    | 42   | 63   | 0.667 |
| 7   | Płomień Milowice          | 38  | 28    | 10    | 18    | 46   | 62   | 0.742 |
| 8   | Hutnik Kraków             | 31  | 28    | 3     | 25    | 17   | 80   | 0.213 |

Źródło: www.historia.azsnysa.pl
Punktacja: zwycięstwo – 2 pkt; porażka – 1 pkt
     Play-off
     Play-out

## Klasyfikacja końcowa
| Miejsce | Drużyna                   |
| ------- | ------------------------- |
| 1       | AZS Olsztyn               |
| 2       | AZS Polsadoro Częstochowa |
| 3       | Stal Nysa                 |
| 4       | Chełmiec Wałbrzych        |
| 5       | Czarni Radom              |
| 6       | Jastrzębie Borynia        |
| 7       | Płomień Milowice          |
| 8       | Hutnik Kraków             |

     Puchar Europy Mistrzów Klubowych 1992/1993
     Puchar CEV 1992/1993
     spadek do serii B